# N.O.I.R.
N.O.I.R. (Nation of Illusive Resemblance) – drugi minialbum polskiej grupy black metalowej Crionics. Wydawnictwo ukazało się 17 października 2010 roku nakładem MSR Productions na terenie Rosji, Ukrainy, Białorusi i Mołdawii. Gościnnie w nagraniach wzięli udział Wacław "Vogg" Kiełtyka członek Decapitated i Piotr "Peter" Wiwczarek lider formacji Vader

## Lista utworów
Źródło.
1. "NarcotiQue" - 04:36
2. "Scapegoat (Welcome To Necropolis)" - 04:44
3. "Perdition" - 05:10
4. "Blashyrk (Mighty Ravendark)" (cover Immortal) - 04:57
5. "Moskau" (cover Rammstein) - 04:14

Demo '98 (bonus)
1. "Mystic Past" (sł. Carol, muz. Waran, Yanuary) - 4:12
2. "Pagan Strength" (sł. Carol, muz. Waran) - 4:01
3. "Black Warriors" (sł. Carol, muz. Waran, Yanuary) - 5:28
4. "I Am The Black Wizards" (cover Emperor) - 5:10

Wideo (bonus)
1. Making of N.O.I.R.
2. "Scapegoat (Welcome To Necropolis)" (teledysk) (edycja 2011)

## Twórcy
Źródło.

- Przemysław "Quazarre" Olbryt – wokal prowadzący, gitara rytmiczna
- Dariusz "Yanuary" Styczeń – gitara prowadząca
- Rafał "Brovar" Brauer – gitara basowa
- Wacław "Vac-v" Borowiec – instrumenty klawiszowe
- Paweł "Paul" Jaroszewicz – perkusja
- Wacław "Vogg" Kiełtyka – gościnnie akordeon, gitara akustyczna
- Piotr "Peter" Wiwczarek – gościnnie wokal prowadzący
- Wojciech Wiesławski – miksowanie, mastering
- Sławomir Wiesławski – miksowanie, mastering
- Michał "Xaay" Loranc – oprawa graficzna
- Piotr Szafraniec – oprawa graficzna
- Kamil Kumpin – projekt graficzny (edycja 2011)